# Miracles in December
Miracles in December (in coreano: 12월의 기적; in cinese: 十二月的奇迹) è il secondo EP del gruppo musicale sudcoreano-cinese EXO, pubblicato il 9 dicembre 2013.

## Descrizione
Si tratta di un EP natalizio, pubblicato in due versioni: una in coreano e una in mandarino.

## Tracce

### Versione coreana
1. Baekhyun, Chen, D.O. – Miracles in December (12월의 기적?, Sibiwolui GijeokLR, lit. Miracle of December) – 4:34 (testo: Sarah Yoon – musica: Andreas Stone Johansson, Ricky Hanley)
2. Suho, Xiumin, Luhan, Baekhyun, Chen, Lay, D.O. – Christmas Day – 3:46 (testo: Misfit – musica: Gabriela Soza, Samantha Powell, Philip Hochstrate)
3. Suho, Kris, Baekhyun, Chanyeol, D.O., Kai, Sehun – The Star – 4:07 (testo: Soulfulmonster – musica: Im Kwang-wook (Devine Channel), Martin Mulholland, Nermin Harambašić)
4. Baekhyun, Chen, D.O. – My Turn To Cry – 4:07 (testo: Young-hu Kim – musica: Alex Cantrall, Phillip Anthony White, Jeff Hoeppner)
5. Exo-K – The First Snow (첫 눈 ?, Cheot NunLR) – 3:27 (testo: Kenzie – musica: Kim Jeong-bae, Kenzie)
6. Miracles in December – Classical Orchestra Version (12월의 기적?, Sibiwolui GijeokLR) – 4:33 (musica: Andreas Stone Johansson, Ricky Hanley)

### Versione cinese
1. Luhan, Baekhyun, Chen – Miracles in December (十二月的奇蹟T, Shíèryuè de QíjìP, lit. Miracle(s) of December) – 4:33 (testo: Liu Yuan – musica: Andreas Stone Johansson, Ricky Hanley)
2. Suho, Xiumin, Luhan, Baekhyun, Chen, Lay, D.O. – Christmas Day (聖誕節 爱就是什么?T, ShèngdànjiéP, lit. Christmas) – 3:46 (testo: Liu Yuan – musica: Gabriela Soza, Samantha Powell, Philip Hochstrate)
3. Suho, Xiumin, Luhan, Baekhyun, Chen, Lay, D.O. – The Star (星T) – 4:07 (testo: T-Crash – musica: Im Kwang-wook (Devine Channel), Martin Mulholland, Nermin Harambašić)
4. Luhan, Baekhyun, Chen – My Turn To Cry (愛離開 T, Ài LíkāiP, lit. Love Has Left) – 4:07 (testo: Wang Yajun – musica: Alex Cantrall, Phillip Anthony White, Jeff Hoeppner)
5. Exo-M – The First Snow (初雪T, ChūxuěP) – 3:27 (testo: Kenzie – musica: Kim Jeong-bae, Kenzie)
6. Miracles in December – Classical Orchestra Version (十二月的奇蹟T, Shíèryuè de QíjìP, lit. Miracle(s) of December) – 4:33 (musica: Andreas Stone Johansson, Ricky Hanley)

## Classifiche

### Classifiche settimanali
| Classifica (2013) | Posizione massima | Posizione massima |
| Classifica (2013) | KOR               | CHI               |
| ----------------- | ----------------- | ----------------- |
| Corea del Sud     | 1                 | 2                 |
| Giappone          | 7                 | 20                |

### Classifiche di fine anno
| Classifica (2013) | Posizione | Posizione |
| Classifica (2013) | KOR       | CHI       |
| ----------------- | --------- | --------- |
| Corea del Sud     | 4         | 10        |

| Classifica (2014) | Posizione | Posizione |
| Classifica (2014) | KOR       | CHI       |
| ----------------- | --------- | --------- |
| Corea del Sud     | 34        | 66        |